# Spirama signata
Spirama signata là một loài bướm đêm trong họ Erebidae.